# トーマス・ソウェル
トーマス・ソウェル（Thomas Sowell、1930年6月30日 - ）は、アメリカの経済学者。スタンフォード大学フーヴァー研究所フェロー。アメリカ黒人保守派の泰斗。

## 来歴
ノースカロライナ州ガストニア生まれ。ニューヨーク市ハーレム地区で育つ。
貧困や家庭の破綻により高校を中退し、海兵隊員として朝鮮戦争に従軍した後、ハーバード大学に入学し、優等学位を得て卒業した。その後、コロンビア大学より修士号、シカゴ大学より経済学博士号を取得。
コーネル大学やUCLA、アーバン研究所などを経て、1980年代からはスタンフォード大学フーヴァー研究所に在籍している。